# یوژف زیلیشی
یوژف زیلیشی (مجاری: Zilisy József; ۲۱ فوریهٔ ۱۸۹۹ – ۲ مارس ۱۹۸۲) بازیکن فوتبال و مربی فوتبال اهل مجارستان بود.
از باشگاه‌هایی که در آن بازی کرده‌است می‌توان به باشگاه فوتبال فرنتس‌واروش، باشگاه فوتبال آ.ث. میلان، و باشگاه فوتبال آدمیرا واکر مودلینگ اشاره کرد.